# Juno Award
Juno Awards er den mest fornemme canadiske prisuddeling inden for musik. 
Awardshowet arrangeres årligt af The Canadian Academy of Recording Arts and Sciences og blev afholdt første gang den 23. februar som Gold Leaf Awards.